# Hare Warren
Hare Warren – osada w Anglii, w hrabstwie Hampshire, w dystrykcie Basingstoke and Deane. Leży 27 km na północ od miasta Winchester i 85 km na zachód od Londynu.